# Kostel svatého Petra a Pavla (Zderaz)
Kostel svatých Petra a Pavla na Zderaze je zaniklý klášterní kostel v Praze. Kostel s klášterem řádu křižovníků – strážců Božího hrobu stál na Novém Městě v místě, které ohraničují ulice Na Zderaze, Na Zbořenci a Resslova. Byl to jediný mužský klášter tohoto řádu v českých zemích, ženskou větev měl ve Světci (okr. Teplice). 
Z celého areálu se dochovala pouze barokní budova proboštství, kaple Božího hrobu a v sousedních domech zbytky arkády a několik zděných prvků. Tyto stavby jsou nemovitou kulturní památkou.

## Historie

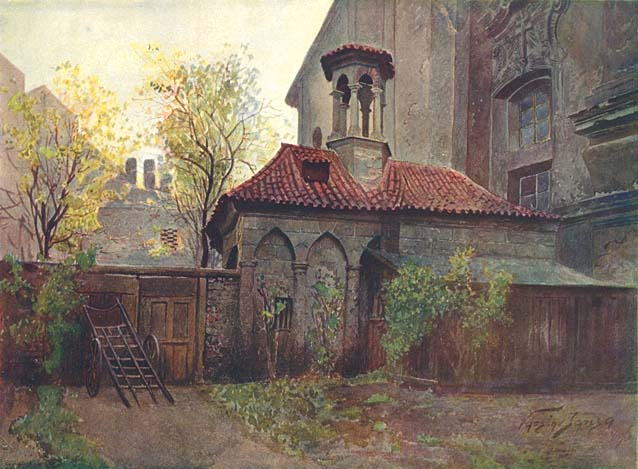
Václav Jansa, Kaple Božího hrobu na Zderaze (1902)

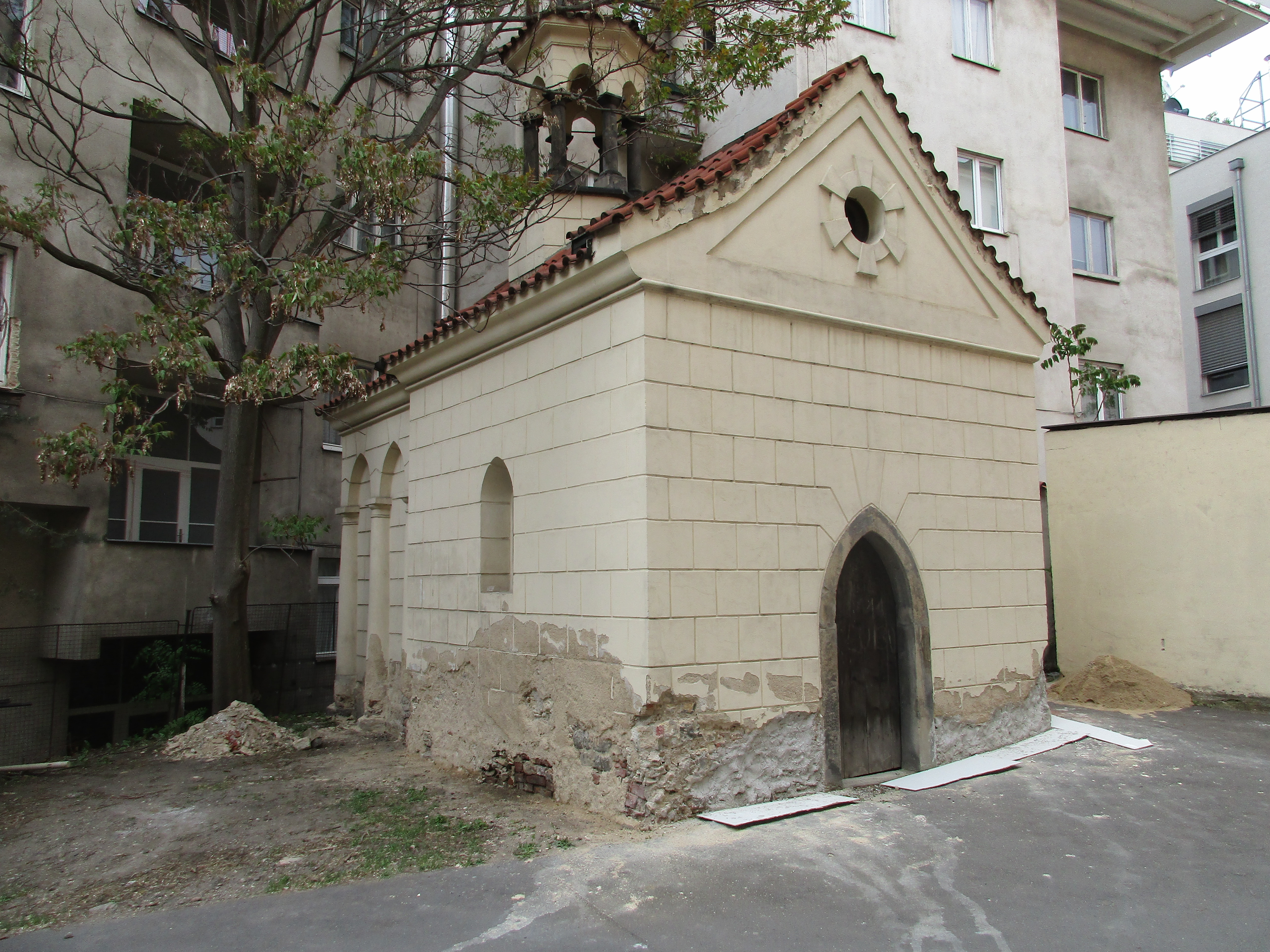
Kaple Božího hrobu od jihozápadu

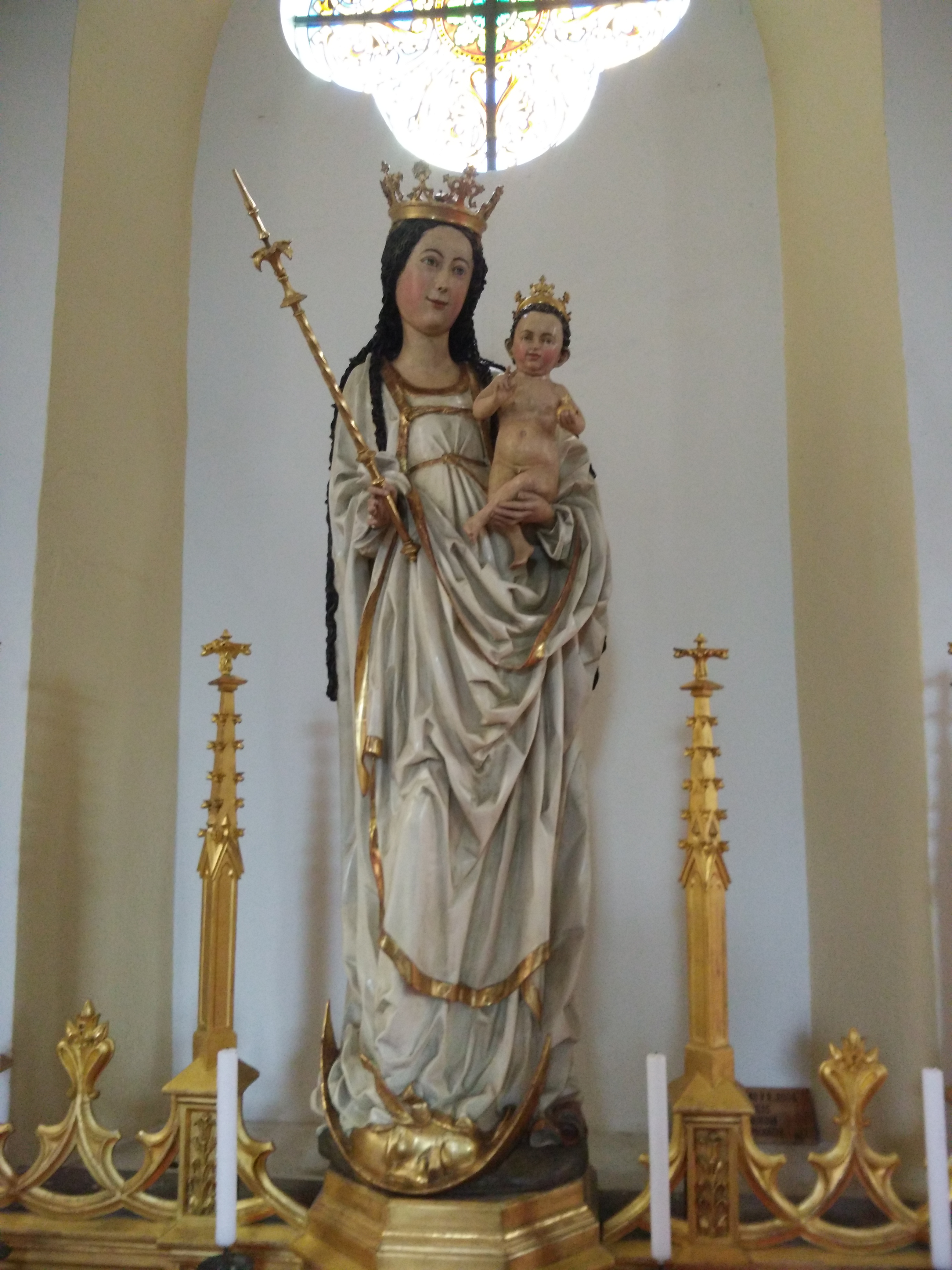
Socha Panny Marie Zderazské byla původně uctívána ve zderazském kostele sv. Petra a Pavla. Dnes je umístěna v nedalekém kostele sv. Vojtěcha.

Místní název Zderaz se podle pověsti odvozuje od jména Zderada, družiníka krále Vratislava, jehož fiktivní syn Letoslav zde podle smyšleného vyprávění kronikáře Václav Hájka z Libočan založil kostel svatého Petra a Pavla. Na sklonku 12. století zde český velmož Hrabiše II. nebo jeho hypotetický syn Hrabiše III. Hrabišic založil Klášter křižovníků strážců Božího hrobu řehole svatého Augustina. V roce 1228 jejich potomek Kojata IV. Hrabišic křižovníkům daroval velkou část svých majetků, včetně lokalit kolem Zderaze a osady Mostu. Kojata se svým bratrem Všeborem IV. nedaleko Zderaze založili také románský kostel svatého Václava.
Řád křižovníků postupně zbohatl a dal si postavit nový kostel s konventní budovou. Za husitských válek roku 1420 křižovnické proboštství zaniklo, řádoví bratři byli vyhnáni a konvent s kostelem byl pobořen. Po jejich návratu v roce 1440 zde žili jen dva mniši, probošt a kantor v klášterním škole (na místě domů čp. 270 a 271). V roce 1531 byla zderazská kanonie převedena na ženskou křižovnickou větev.
Po Bílé hoře došlo k vzestupu řádu a po třicetileté válce pak k plné obnově konventu. Výstavbě kostela svatého Petra a Pavla předcházel nerealizovaný plán lenního advokáta Jana Stefanna postavit zde rozsáhlý poutní areál. Ten by propojoval mariánský a christologický kult s úctou k jednotlivým svatým. V jedné z částí ukryté za ambity uprostřed rajského dvora měla vzniknout křížová cesta.
V roce 1715 byl za nového probošta Jana Bedřicha Josefa Steinmanna položen základ nového kostela, a to díky velkému soukromému odkazu pražského měšťana Mazánka (daroval 10 000 zlatých) a daru císaře Karla VI., který věnoval 20 000 zlatých. Základní kámen ke kostelu položil svatovítský děkan Bohumír Hebst 14. listopadu 1715, vysvěcení stavby proběhlo roku 1721.
Kostel přestavěl podle svého návrhu do barokní podoby Jan Blažej Santini.

### Kaple Božího hrobu
Kaple Božího hrobu byla postavena podle vzoru kaple uvnitř Chrámu Božího hrobu v Jeruzalémě. Přimykala se ke kostelu ze severu: „Z kostela vchází se malou předsíní do kaple Božího hrobu, nízké a šeré klenuté kobky, jež představovala druhdy Boží hrob Spasitelův, v němž ve tvarech a velikosti napodoben byl hrob Kristův v Jeruzalémě, zřízený ve středověku od křížáků...“, to je svědectví Jana Heraina z roku 1901.
Stavebně se ale od svého vzoru odlišovala. Kromě toho, že nestála samostatně, byl prostor její vstupní Andělské kaple zvětšen oproti hrobové komoře. V dříve postavených kaplích vlastní hrobovou komoru obíhá slepá arkáda lomených oblouků, která komoru zvýrazňuje a zvětšuje na úkor přední části v Andělské kapli.
Kaple je zastřešena sedlovou střechou z pálených tašek se dvěma postranními vikýřky na západní a jedním na východní straně. Na středu střechy je pak na šestiboké základně baldachýnová edikula. Je to věžice se šesticí tesaných sloupků. Kaple je postavena ze smíšeného zdiva a je omítnuta. Do omítky jsou vyryty falešné rýhy imitující kvádříkové zdivo. Vstupní portál je tesaný, za ním se nachází obdélná předsíň klenutá valenou klenbou. Úroveň podlahy kaple je níže, proto se do ní sestupuje třemi stupni schodiště. Předsíň osvětlují dvě protilehlá lomená okénka v bočních stěnách. Vlastní místo Božího hrobu je klenuto valenou klenbou a osvětleno malým obdélným okénkem v západní zdi. V jižní stěně jsou dvě niky na svíčky, osvětlující hlavní oltář. Uprostřed klenby je proražen čtvercový vstupní otvor do podkroví. V kapli se nedochoval žádný inventář, chybí kamenná deska zapuštěná do stěny.
Protože průčelí kaple bylo původně tvořeno severní zdí kostela, na počátku 20. století při rekonstrukci vznikla jeho nová podoba. Podle vzoru této kaple byla někdy ve třetí čtvrtině 18. století postavena i ta u kostela P. Marie Vítězné na Bílé hoře.

## Zánik kostela a kláštera

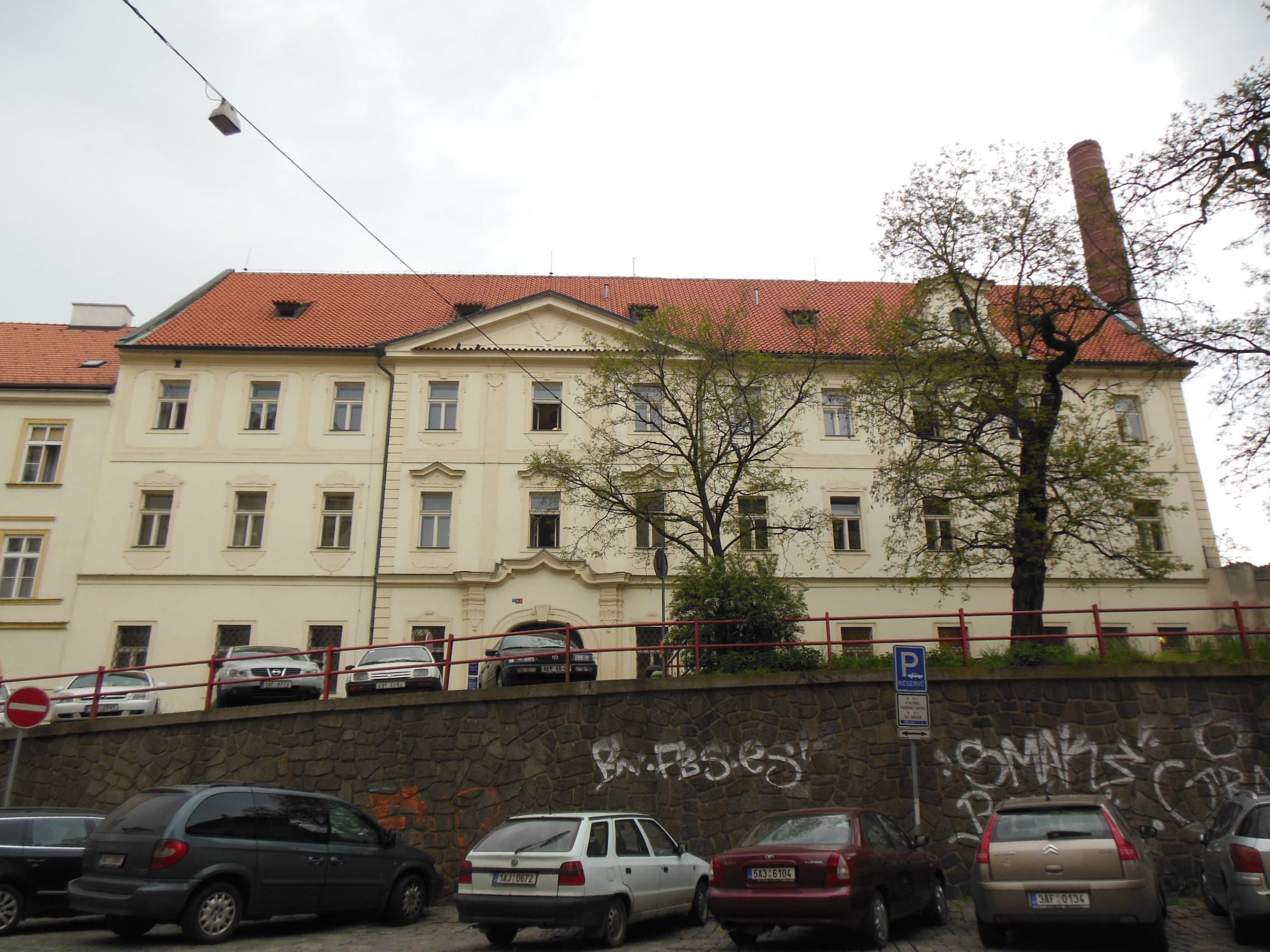
Budova býv. klášterního proboštství

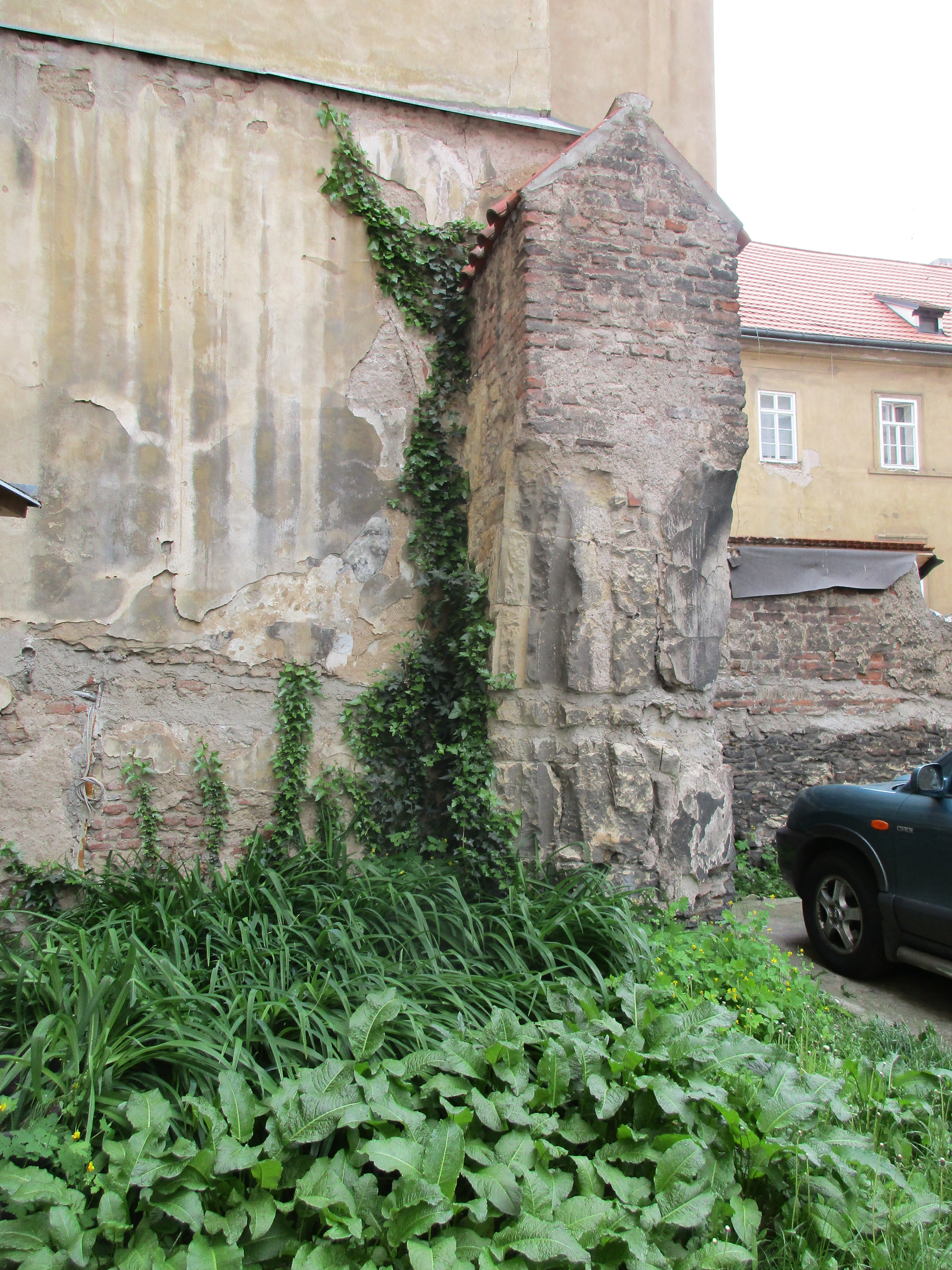
Zbytky zdiva zaniklého kostela svatého Petra a Pavla

Josefem II. byl klášter dne 24. července 1784 zrušen. Budovy a pozemky byly předány c. a k. eráru a využívány armádou jako kasárna. V letech 1871–1874 byl na místě kláštera postaven komplex budov ČVUT, který do svého využívání začlenil budovu proboštství. Roku 1904 byl kostel zbořen (v rámci pražské asanace) a spolu s ním nízké stavby k němu přiléhající, kromě kaple Božího hrobu. Poblíž kaple na dvoře jsou patrné části gotických lomených oblouků z původní křížové chodby.

### Památková ochrana
Z areálu kláštera jsou dochovány a památkově chráněny kaple Božího hrobu, bývalé proboštství čp. 269/II, bývalá škola kláštera čp. 270/II, dům Na Červeném poli čp. 271/II a Nigriniovský dům čp. 275/II, ve kterých jsou patrné ambity. Při rekonstrukci suterénních místností areálu ČVUT byla objevena původní klášterní studna, v níž je stále čistá voda.